# Orthochirus mesopotamicus
Pour les articles homonymes, voir Orthochirus et Mesopotamicus.
Espèce
Synonymes
- Orthochirus scrobiculosus mesopotamicus Birula, 1918

Orthochirus mesopotamicus est une espèce de scorpions de la famille des Buthidae.

## Distribution
Cette espèce se rencontre en Irak dans les provinces de Wasit et d'Al-Basra et en Iran dans les provinces du Khouzistan et d'Ilam,.

## Description
Orthochirus mesopotamicus mesure de 26 à 38 mm.

## Systématique et taxinomie
Cette espèce a été décrite sous le protonyme Orthochirus scrobiculosus mesopotamicus par Birula en 1918. Elle est élevée au rang d'espèce par Kovařík, Yağmur, Fet et Hussen en 2019.

## Étymologie
Son nom d'espèce lui a été donné en référence au lieu de sa découverte, la Mésopotamie.

## Publication originale
- Birula, 1918 : « Miscellanea scorpiologica. XI. Matériaux pour servir à la scorpiofaune de la Mésopotamie inférieure, du Kurdistan et de la Perse septentrionale. » Annuaire du Musée Zoologique de l’Académie Impériale des Sciences de St.-Pétersbourg, vol. 22, p. 1–44 (texte intégral).